# Владавина (ТВ серија)
Владавина (енгл. Reign) америчка је телевизијска серија која прати ране подвиге Мери, краљице Шкота. Серија, чији су творици Стефани Сенгупта и Лора Мекарти, приказивала се од 17. октобра 2013. до 16. јуна 2017. године на Си-Даблју.